# Островок безопасности
Островок безопасности — техническое средство организации дорожного движения, разделяющее полосы движения (в том числе полосы для велосипедистов), а также полосы движения и трамвайные пути, конструктивно выделенный бордюрным камнем над проезжей частью дороги или обозначенный техническими средствами организации дорожного движения и предназначенный для остановки пешеходов при переходе проезжей части дороги.
К островку безопасности относится часть разделительной полосы, по которой проходит пешеходный переход. В качестве островка безопасности допускается использование направляющего островка. Островок безопасности обычно используется, когда улица — широкая, поскольку пешеходный переход может быть слишком длинным, чтобы некоторые люди могли пересечь его за один цикл переключения светофора.
Островки безопасности выделяют:
- конструктивно бортовым камнем (приподнятыми);
- соответствующей горизонтальной разметкой в одном уровне с проезжей частью.

Приподнятые островки рекомендуется устраивать на наземных пешеходных переходах со светофорным регулированием при ширине проезжей части более 21 м, либо при числе полос движения в обоих направлениях более пяти. В остальных случаях устраивают островки в одном уровне с проезжей частью. Центр островка на проезжей части должен находиться в створе линии разметки, разделяющей транспортные потоки противоположных направлений.
Использование островков безопасности рекомендуется для обеспечения спокойного и безопасного движения через многополосные дороги при интенсивном движении транспортных средств. Островок безопасности позволяет пешеходам переходить дорогу поэтапно. Облегчает наблюдение за дорогой (пешеходы должны следить только за одной стороной проезжей части, с которого приближаются транспортные средства). Островок безопасности используются не только для удобства пешеходов. Сужение дороги (иногда только оптической) за счёт островка безопасности снижает скорость водителей, а также островок безопасности затрудняет обгон.